# Mychajlo Kochan
Mychajlo Serhijovyč Kochan (in ucraino Михайло Сергійович Кохан?; 22 gennaio 2001) è un martellista ucraino.

## Biografia
Ha rappresentato l'Ucraina al Festival olimpico della gioventù europea di Győr 2017, aggiudicandosi la medaglia d'oro nel martello 5 chilogrammi, terminando la gara davanti al bielorusso Artur Maskalenka e al bulgaro Valentin Andreev.
Ai Giochi olimpici giovanili di Buenos Aires 2018 è stato protabandiera durante la cerimonia d'apertura. In gara si è aggiudicato la medaglia d'oro nel martello 5 chilogrammi, superando il bulgaro Valentin Andreeev ed il cinese Wang Qi. Nel 2024 vince la medaglia di bronzo agli europei di Roma ed alle Olimpiadi di Parigi.

## Palmarès
| Anno | Manifestazione               | Sede         | Evento                     | Risultato | Prestazione | Note |
| ---- | ---------------------------- | ------------ | -------------------------- | --------- | ----------- | --- |
| 2017 | Mondiali U18                 | Nairobi      | Lancio del martello (5 kg) | Oro       | 82,31 m     | |
| 2018 | Europei U18                  | Győr         | Lancio del martello (5 kg) | Oro       | 87,82 m     | Record dei campionati · Miglior prestazione mondiale under 18                                                   |
| 2018 | Mondiali U20                 | Tampere      | Lancio del martello (6 kg) | Argento   | 79,68 m     | |
| 2018 | Olimpiadi giovanili          | Buenos Aires | Lancio del martello (5 kg) | Oro       | 171,11 m    | |
| 2019 | Europei U20                  | Borås        | Lancio del martello (6 kg) | Oro       | 84,73 m     | Record dei campionati · Miglior prestazione europea under 20 · Miglior prestazione mondiale stagionale under 20 |
| 2019 | Mondiali                     | Doha         | Lancio del martello        | 5º        | 77,39 m     | |
| 2021 | Europei U23                  | Tallinn      | Lancio del martello        | Oro       | 77,88 m     | |
| 2021 | Giochi olimpici              | Tokyo        | Lancio del martello        | 4º        | 80,39 m     | |
| 2022 | Mondiali                     | Eugene       | Lancio del martello        | 7º        | 78,83 m     | Miglior prestazione personale stagionale                                                                        |
| 2022 | Europei                      | Monaco       | Lancio del martello        | 5º        | 78,48 m     | |
| 2023 | Giochi europei               | Chorzów      | Lancio del martello        | Bronzo    | 77,03 m     | [ 2 ] |
| 2023 | Europei U23                  | Espoo        | Lancio del disco           | Oro       | 68,34 m     | |
| 2023 | Mondiali                     | Budapest     | Lancio del martello        | 5º        | 79,59 m     | Miglior prestazione personale stagionale                                                                        |
| 2024 | Europei                      | Roma         | Lancio del martello        | Bronzo    | 80,18 m     | |
| 2024 | Giochi olimpici              | Parigi       | Lancio del martello        | Bronzo    | 79,39 m     | Miglior prestazione personale stagionale                                                                        |
| 2025 | Giochi mondiali universitari | Reno-Ruhr    | Lancio del martello        | Oro       | 77,10 m     | |

## Altre competizioni internazionali
2017
- Oro al Festival olimpico della gioventù europea ( Győr), lancio del martello (5 kg) - 78,28 m

2019
- Oro alla Coppa Europa invernale di lanci ( Šamorín), lancio del martello - 76,68 m

2022
- Oro in Coppa Europa di lanci ( Leiria), lancio del martello (under 23) - 74,59 m

2023
- Oro in Coppa Europa di lanci ( Leiria), lancio del martello (under 23) - 75,80 m

2025
- Oro ai Campionati europei a squadre di atletica leggera ( Madrid), lancio del martello - 81,66 m